# Semambu
Semambu is een bestuurslaag in het regentschap Tebo van de provincie Jambi, Indonesië. Semambu telt 1098 inwoners (volkstelling 2010).